# Tecticeps leucophthalmus
Tecticeps leucophthalmus is een pissebed uit de familie Tecticipitidae. De wetenschappelijke naam van de soort is voor het eerst geldig gepubliceerd in 1936 door Eupraxie Fedorovna Gurjanova.